# Luigi Parola
Luigi Parola (Cuneo, 1805 – Cuneo, 1871) è stato un politico italiano.

## Biografia
Protomedico, massone, fu attivo sostenitore delle vaccinazioni nella zona di Cuneo nonché promotore della cultura scientifica soprattutto in ambito scolastico.
Sindaco di Cuneo nel biennio 1849-50, fu eletto Deputato del Regno di Sardegna nella II legislatura e riconfermato nella III, per il collegio di Cuneo.